# Helicius kimjoopili
Helicius kimjoopili är en spindelart som beskrevs av Kim 1995. Helicius kimjoopili ingår i släktet Helicius och familjen hoppspindlar. Inga underarter finns listade i Catalogue of Life.